# Curve (Our Lady Peace)
Curve è l'ottavo album in studio del gruppo musicale rock canadese Our Lady Peace, pubblicato nel 2012.

## Il disco
Il disco è stato registrato a Los Angeles (California) nell'arco di circa due anni, dal gennaio 2010 al febbraio 2012, presso gli studi del cantante Raine Maida. 
Il primo singolo tratto da Curve è stato Heavyweight, pubblicato nel dicembre 2011.
La foto di copertina del disco ritrae il pugile George Chuvalo, che ha contribuito anche ad un estratto vocale del brano Mettle.

## Tracce
1. Allowance – 3:34
2. Fire in the Hen House – 3:29
3. Heavyweight – 4:15
4. Window Seat – 4:16
5. As Fast As You Can – 3:11
6. If This Is It – 4:50
7. Will Someday Change – 3:43
8. Find Our Way – 4:49
9. Rabbits – 5:33
10. Mettle – 3:52